# Уэстон, Джером, 2-й граф Портленд
Джером Уэстон, 2-й граф Портленд (англ. Jerome Weston, 2nd Earl of Portland; 16 декабря 1605 — 17 марта 1663) — английский дипломат и землевладелец, занимавший пост президента Манстера в Ирландии.

## Биография
Родился 16 декабря 1605 года в Найленде в графстве Саффолк (Англия). Второй сын Ричарда Уэстона, 1-го графа Портленда (1577—1635) от его второй жены Фрэнсис Уолгрейв, дочери Николаса Вулдгрейва и Кэтрин Браун.
Джером Уэстон заседал в Палате общин Англии от Льюиса в 1628—1629 годах.
В 1632—1633 годах он совершил дипломатическую миссию при дворах Франции, Савойи, Флоренции и Венеции.
13 марта 1635 года после смерти своего отца Джером Уэстон унаследовал титул 2-го графа Портленда (Пэрство Англии).
Губернатор острова Уайт (1633—1642, 1660—1661), лорд-лейтенант Гэмпшира (1635—1646), вице-адмирал Гэмпшира (1635—1646, 1660—1662), член Тайного совета Англии (1662).
В дополнение к поместьям Портленда, в 1663 году король Карл II пожаловал поместье Колсдон в Суррее, не имевшее наследников мужского пола, «Джерому, второму графу Портленду» в знак признания его отказа от президентства в Манстере в пользу короны.
Лорд Портленд скончался 17 марта 1663 года в возрасте 57 лет в Эшли-хаусе, Уолтон-он-Темз, Суррей, Англия.

## Семья

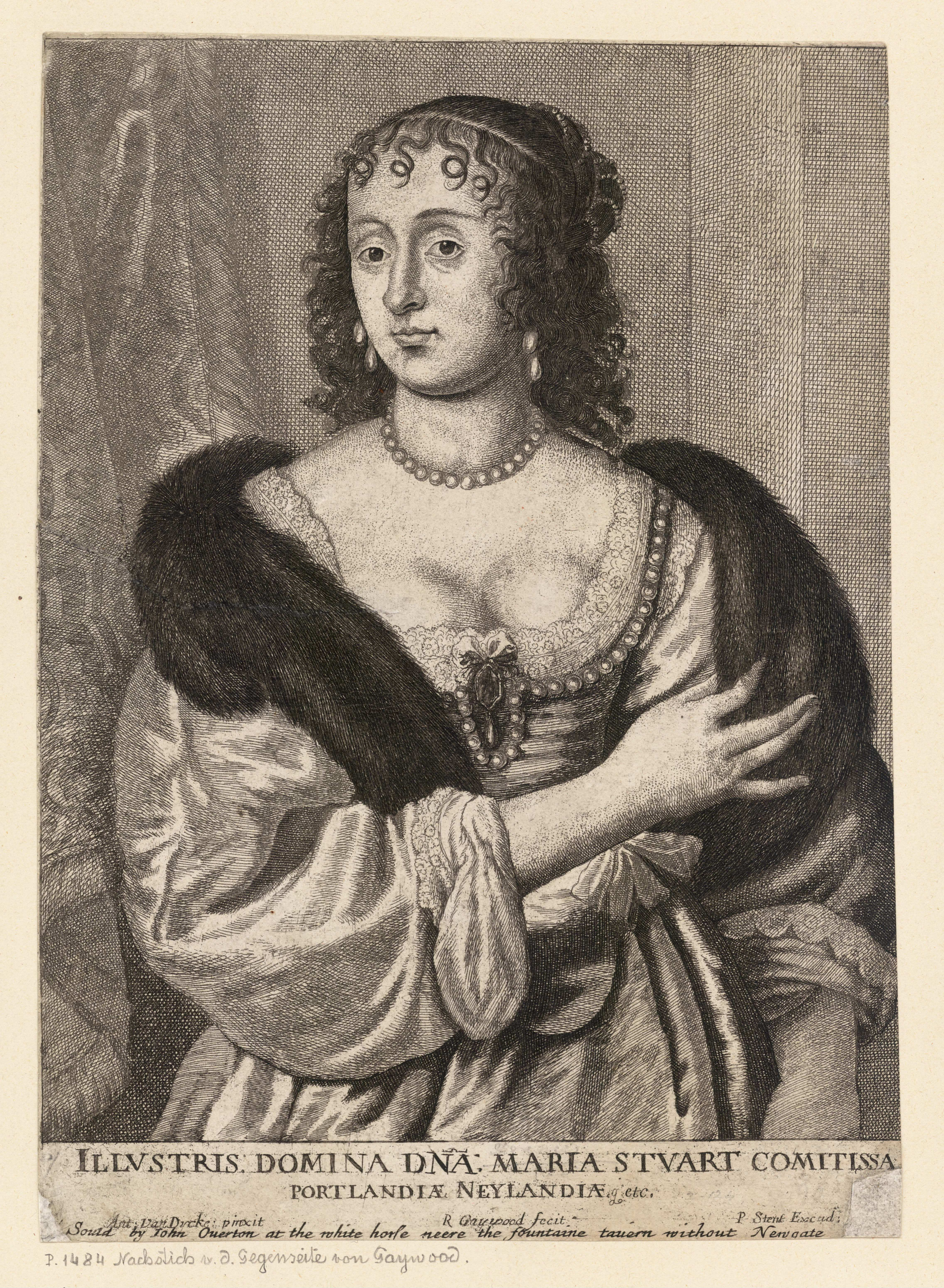
Фрэнсис Стюарт, графиня Портленд

10 июня 1632 года лорд Портленд женился на леди Фрэнсис Стюарт (19 марта 1617 — 13 марта 1694), дочери Эсме Стюарта, 3-го герцога Леннокса, и его жены, Кэтрин Клифтон (ок. 1592—1637), 2-й баронессе Клифтон (1618—1637). У супругов был единственный сын:
- Чарльз Уэстон, 3-й граф Портленд (1639 — 3 июня 1665).